# Sông Bukhan
Sông Bukhan (sông Bắc Hán) là một sông nhánh của sông Hán chảy qua cả Bắc Triều Tiên và Hàn Quốc. Sông Bukhan chảy qua tỉnh Kangwon ở Bắc Triều Tiên và các tỉnh Gangwon và Gyeonggi ở Hàn Quốc.
Sông này bắt nguồn ở Bắc Triều Tiên gần Geumgangsan; ở khúc đầu, tên sông được gọi là Geumgangcheon, hay "suối Geumgang." Sông này chạy xuyên Khu phi quân sự Triều Tiên và chảy vào huyện Hwacheon, chảy theo hướng nam qua Chuncheon và sau đó theo phía tây qua Gapyeong. Sông này nhập với sông Namhan ở Yangseo-myeon, Yangpyeong, tạo thành sông Hán.
Tổng diện tích lưu vực sông Bukhan là 11.343 km², trong đó có hơn một nửa diện tích (7.788 km²) nằm ở Hàn Quốc.